# Subgraph (sistema operatiu)
Subgraph OS és una distribució de Linux dissenyada per ser resistent a la vigilància i la interferència d'adversaris sofisticats a Internet. Està basada en Debian. El sistema operatiu ha estat esmentat per Edward Snowden com a mostra potencial de futur.
Subgraph OS està dissenyada per bloquejar intrusions i amb funcions que tenen com a objectiu reduir la superfície d'atac del sistema operatiu i augmentar la dificultat necessària per dur a terme determinades classes d'atac. Això s'aconsegueix mitjançant l'enduriment del sistema i un enfocament proactiu i constant en la seguretat i la resistència als atacs. Subgraph OS també posa èmfasi en garantir la integritat dels paquets de programari instal·lats mitjançant la compilació determinista.

## Característiques
Algunes de les característiques notables de Subgraph OS inclouen:
- Nucli de Linux endurit amb el conjunt de pedaços grsecurity i PaX.
- Espais de noms Linux i xpra per a la contenció d'aplicacions.
- Xifratge obligatori del sistema de fitxers durant la instal·lació, utilitzant LUKS.
- Resistència als atacs d'arrencada en fred.
- Regles de tallafoc configurables per garantir automàticament que les connexions de xarxa per a les aplicacions instal·lades es facin mitjançant la xarxa d'anonimat Tor. La configuració predeterminada garanteix que la comunicació de cada aplicació es transmet a través d'un circuit independent a la xarxa.
- Integració de GNOME Shell per al client de virtualització OZ, que executa aplicacions dins d'un contenidor Linux segur, orientat a la facilitat d'ús per als usuaris quotidians.[8]

## Seguretat
La seguretat de Subgraph OS (que utilitza contenidors sandbox) ha estat qüestionada en comparació amb Qubes (que utilitza virtualització), un altre sistema operatiu centrat en la seguretat. Un atacant pot enganyar un usuari de Subgraph perquè executi un script maliciós sense sandbox mitjançant el gestor de fitxers Nautilus predeterminat del sistema operatiu o al terminal. També és possible executar codi maliciós que continguin fitxers .desktop (que s'usen per llançar aplicacions). El programari maliciós també pot evitar el tallafoc d'aplicacions de Subgraph OS. A més, per disseny, Subgraph no aïlla la pila de xarxa com Qubes OS.